# Jürgen Gelsdorf
Jürgen Gelsdorf (* 19. Januar 1953 in Duisburg) ist ein ehemaliger Fußball-Bundesligaspieler von Bayer 04 Leverkusen und Fußballtrainer sowie heutiger Funktionär.

## Sportlicher Werdegang

### Spieler
Zur Saison 1972/73 kam der 19-jährige Nachwuchsfußballer Jürgen Gelsdorf vom MSV Duisburg zu Arminia Bielefeld in die Regionalliga West. Auf der „Alm“ musste nach dem Zwangsabstieg 1971/72 aus der Bundesliga neu aufgebaut werden. Man setzte auf Talente wie Hans-Jürgen Wloka (Borussia Mönchengladbach) und Bernd Wehmeyer (eigene Amateure) und gab auch dem Defensivtalent Gelsdorf einen Vertrag. Bielefeld tat sich in den zwei letzten Runden der Regionalliga West sehr schwer (11. Platz 72/73; 14. Platz 73/74), für Gelsdorf brachte es aber Wettkampfpraxis in 56 Einsätzen mit einem Tor. Dadurch verbessert, bewältigte er auch in den Runden 1974–76 die erhöhten Anforderungen in der neu geschaffenen 2. Liga Nord. Die Arminia spielte 1974/75 sogar um den Aufstieg und 1975/76 stand man im gesicherten Mittelfeld. Gelsdorf war dabei in 64 Einsätzen mit drei Toren in der Defensive der Arminia im Einsatz. Mit Erhard Ahmann (44-facher Amateurnationalspieler) hatte er als Trainer einen guten Lehrmeister und fiel deshalb auch den Spähern von Bayer 04 Leverkusen auf. Er wechselte zur Runde 1976/77 nach Leverkusen und wurde dort in der Saison 1978/79 Zweitligameister. In der Meisterrunde hatte er alle 38 Spiele bestritten und dabei auch noch acht Treffer erzielt. In den Runden 1976 bis 1979 gehörte er für Leverkusen in insgesamt 107 Spielen mit 17 Toren in der 2. Liga Nord zu den einsatzfreudigsten und zuverlässigsten Spielern. Nach der Runde 1985/86 beendete er seine aktive Laufbahn.

### Trainer
Nahtlos war er 1. Juli 1986 hauptamtlicher Jugendtrainer bei Bayer 04. Zum 1. Juli 1988 wechselte er als Co-Trainer an die Seite des neuen Chef-Trainers Rinus Michels.
Am 13. April 1989 wurde er Nachfolger von Michels und stand bis zum 31. Mai 1991 in der Verantwortung als Chef-Trainer. Trotz der Zugänge von Jorginho (Flamengo Rio), Martin Kree (VfL Bochum), Sven Demandt (Fortuna Düsseldorf), Andreas Thom (Berliner FC Dynamo), Franco Foda (1. FC Kaiserslautern) und Ulf Kirsten (Dynamo Dresden) gelang Bayer aber nicht der Sprung an die Tabellenspitze der Fußball-Bundesliga. Dies war der Hauptgrund seiner Ablösung zum 31. Mai 1991.
Anschließend war er für verschiedene Vereine in der 1. und 2. Bundesliga sowie in der Fußball-Regionalliga tätig. Vom 3. Oktober 1991 bis zum 6. November 1992 stand er bei Borussia Mönchengladbach unter Vertrag. Mit den Gladbachern erreichte er 1992 das Finale um den DFB-Pokal gegen den Zweitligisten Hannover 96, das jedoch mit 3:4 im Elfmeterschießen verloren wurde. Daraufhin wechselte er für zwei Jahre zum VfL Bochum und von 1995 bis 1997 trainierte er den SC Fortuna Köln. Zu Saisonbeginn 1997/98 heuerte Gelsdorf beim KFC Uerdingen 05 an, wo er nach anderthalb Jahren im September 1998 entlassen wurde. Im November desselben Jahres wurde er Trainer des VfL Osnabrück – zum Ende der Saison 2002/03 verließ er den Verein dann auf eigenen Wunsch. Seine letzte Station als Profitrainer war von 2003 bis 2005 Rot-Weiss Essen. Mit Essen schaffte er den Aufstieg in die 2. Bundesliga. Aufgrund akuter Abstiegsgefahr wurde er kurz vor Saisonende entlassen.

## Karriere als Fußballfunktionär
Zum 1. Oktober 2005 wurde Gelsdorf als Nachfolger von Ralf Minge zum Leiter des Nachwuchsleistungszentrums von Bayer 04 Leverkusen ernannt. Damit kehrte er an seine erste Trainerstation zurück. Am 8. Mai 2007 wählte ihn die Mitgliederversammlung des TSV Bayer 04 Leverkusen zum Leiter der Fußballabteilung. Er trat damit die Nachfolge des verstorbenen Kurt Vossen an. Im Dezember 2015 beendete Gelsdorf im Alter von 62 Jahren seine Tätigkeit als Leiter der Nachwuchsabteilung, um in Altersteilzeit zu gehen. Jedoch bleibt er Abteilungsleiter der Fußballer des TSV Bayer 04 Leverkusen und wird sich weiterhin um die Belange der Frauen- und Traditionsmannschaft kümmern.

## Privates
Jürgen Gelsdorf ist zweifacher Vater. Er lebt in Odenthal.